# Calymmodon grantii
Calymmodon grantii là một loài dương xỉ trong họ Polypodiaceae. Loài này được Copel. mô tả khoa học lần đầu tiên năm 1932. Danh pháp khoa học của loài này chưa được làm sáng tỏ.